# Пеканбару
Пеканба́ру (индон. Pekanbaru), часто также Паканба́ру — город в Индонезии на острове Суматра. Административный центр провинции Риау (индон. Propinsi Riau).
Территория города выделена в самостоятельную административную единицу — муниципалитет (ко́та). Население, по итогам общенациональной переписи 2010 года, составляет 897 768 человек. Площадь по состоянию на 2010 год — 632,26 км².
Расположен в центральной части острова Суматра на расстоянии около 120 км от побережья Малаккского пролива и около 200 км от побережья Индийского океана. Стоит на обоих берегах реки Сиак.
Национальный состав населения весьма разнообразен. Наиболее многочисленны представители народности минангкабау, малайцы, яванцы, батаки. Преимущественное вероисповедание горожан — ислам суннитского толка.
Основан в начале XVII века под названием Сенапе́лан. Современное название получил в 1784 году. Располагался на территории султаната Сиак, находившегося в начале своего существования в вассальной зависимости от малайского султаната Джохор, позднее — в колониальной зависимости от Нидерландов. В конце XVIII — начале XIX века был столицей султаната. В период нидерландской колонизации стал крупным центром производства кофе и натурального каучука, позднее — горнодобывающей промышленности. Во время японской оккупации в ходе Второй мировой войны был важным опорным пунктом японских войск, центром масштабных принудительных работ военнопленных и местного населения.
В состав Индонезии вошёл в 1945 году, после добровольной передачи султаном Сиака суверенитета над своими владениями властям Республики. С 1957 года в составе провинции Риау. С 1959 года является её административным центром.
Отличается динамичным экономическим развитием. В городе расположены крупные предприятия нефтеперерабатывающей и химической промышленности, крупный речной порт, международный аэропорт «Султан Шариф Касим II». Имеется несколько вузов, одна из крупнейших в стране публичных библиотек и один из крупнейших в стране стадионов. Признан одним из наиболее благоустроенных, инфраструктурно развитых и благополучных в экологическом отношении городов Индонезии.

## История

### Доколониальный период
Первые упоминания о населённых пунктах на территории Пеканбару относятся к XVII веку — сюда, в небольшую рыбацкую деревню Паюнгсека́ки было перенесено более крупное поселение Сенапе́лан, обитатели которого были вынуждены покинуть прежние места проживания из-за неблагоприятных климатических условий. Наименование «Сенапелан» закрепилось за новым населённым пунктом и окружающей его местностью. Именно Сенапелан считается прообразом Пеканбару, при том, что оба топонима — и «Сенапелан», и «Паюнгсекаки» — сохранились за двумя районами современного города.
В 1720-х годах Сенапелан был включен в территорию новообразованного султаната Сиак, с первых дней своего существования попавшего в вассальную зависимость от малайского султаната Джохор.

### Колониальный период

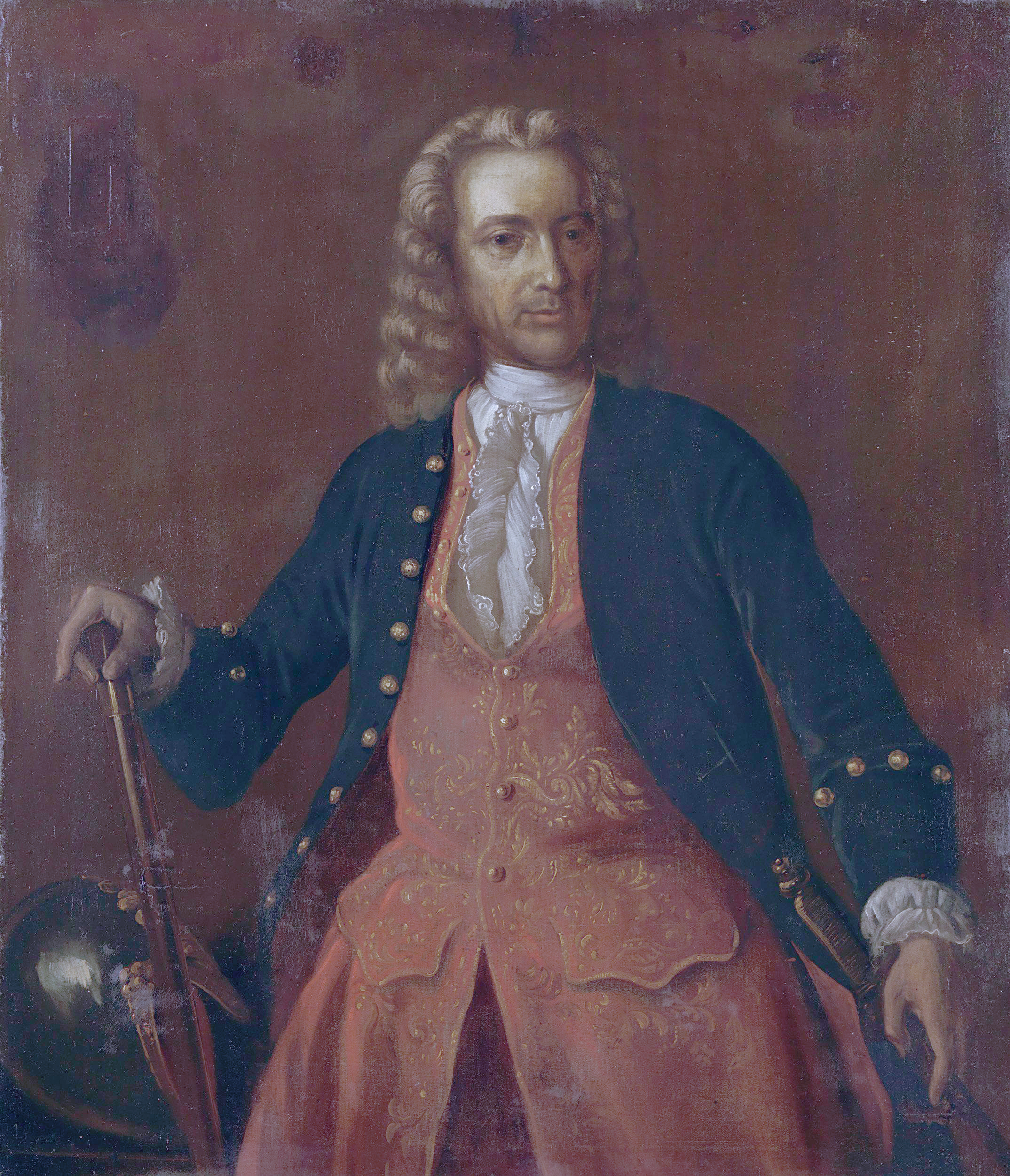
Моссел, Якоб — генерал-губернатор Нидерландской Ост-Индии в 1750—61 годах, добившийся контроля над Пеканбару

В первой половине XVIII века Джохор оказался в состоянии военной конфронтации с Нидерландской Ост-Индской компанией (НОИК), значительно расширившей к тому времени своё влияние в этой части Малайского архипелага. При этом, игнорируя претензии джохорцев на сюзеренитет над Сиаком, голландцы вступили в прямые отношения с правителем последнего и добились от него разрешения на постройку в непосредственной близости от Сенапелана крупного форта, который использовался колонизаторами до 1756 года. После серии неудачных боестолкновений с голландцами в 1746 году султан Джохора был вынужден подписать с ними мирный договор, по условиям которого НОИК передавался суверенитет над Сиаком. При этом сиакские правители, сохранившие высокую степень самоуправления, приступили к активному экономическому и инфраструктурному развитию Сенапелана. В 1760-е годы здесь, в частности, были построены султанский дворец (до настоящего времени не сохранился) и крупная мечеть. В 1775 году в Сенапелан была официально перенесена столица султаната, что послужило дополнительным стимулом развития города.
Первый из перебравшихся в Сенапелан сиакских султанов Абдул Джалил Аламудин Шах (индон. Abdul Jalil Alamudin Syah), стремясь к расширению внешнеэкономических связей, попытался организовать здесь крупную региональную ярмарку, однако успеха не добился. После того же, как в начале 1780-х годов его сыну Мухаммаду Али (индон. Muhammad Ali) удалось, наконец, обустроить ярмарку, она приобрела столь важное коммерческое значение для этой части Суматры, что 23 июня 1784 года сам населённый пункт по инициативе совета местных родоплеменных старейшин был переименован в Пеканба́ру (индон. Pekanbaru), буквально «Новая ярмарка» (pekan — «ярмарка», baru — «новый»). Именно 23 июня считается днем основания города Пеканбару и отмечается здесь как официальный городской праздник.
После банкротства и ликвидации НОИК в 1798 году Пеканбару, как и все владения Компании, перешли под прямое управление правительства Нидерландов, покорённых к этому моменту наполеоновской Францией. Однако последовавшая в 1811 году оккупация Нидерландской Ост-Индии Великобританией, стремившейся не допустить перехода колонии к Франции, существенно ослабила нидерландское влияние на Суматре. В результате голландцам, вернувшим себе колонию в 1816 году, пришлось заново устанавливать свою власть над Сиаком и, в частности, над Пеканбару, утратившим к тому времени столичный статус, однако по-прежнему имевшим большое торговое и инфраструктурное значение. При этом администрация британских колониальных владений в Юго-Восточной Азии некоторое время сохраняла претензии на некоторые суматранские территории, в силу чего первая попытка восстановления контроля над Сиаком, предпринятая Нидерландами в 1840-е годы, оказалась неудачной.

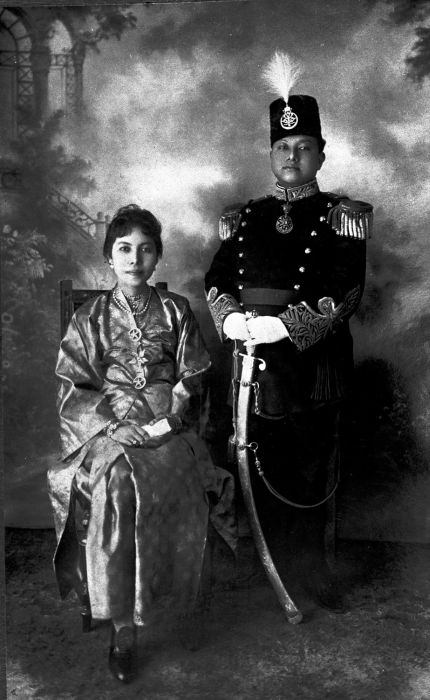
Последний султан Сиака Шариф Касим II с супругой. Фото 1910-х—1920-х годов

В 1850-е годы Пеканбару оказался на территории внутрисиакского конфликта, вызванного династической борьбой султана Шарифа Исмаила (индон. Syarif Ismail) с одним из своих родственников. Привлечённые султаном формирования бугийских наёмников во главе с британцем Адамом Уилсоном (англ. Adam Wilson) постепенно стали угрозой для его собственной власти. В 1856 году Шариф Исмаил был вынужден обратиться за помощью к голландцам, которые, разгромив ополчение Уилсона, в 1858 году принудили правителя к подписанию договора о вхождении султаната в состав Нидерландской Ост-Индии при сохранении его формального суверенитета — таким образом Пеканбару вновь очутился под колониальной властью.
В составе нидерландских владений город сохранял важное значение, прежде всего, как крупный торговый пункт: навигационные условия реки Сиак обеспечивали стабильную судоходную связь с Малаккским проливом. Кроме того, с середины XIX века Пеканбару стал крупным центром производства кофе, а с начала XX века — производства натурального каучука и угольной промышленности. При этом власть сиакских султанов над городом постепенно становилась всё более номинальной: реальные управленческие функции осуществлялись представителями нидерландской колониальной администрации, имевшими до 1931 года должность ассистент-резидента, после — контролёра.

### Период японской оккупации
В конце февраля 1942 год Пеканбару был занят вооружёнными силами Японии в ходе операции в Нидерландской Ост-Индии. Город, как и вся территория Суматры, был отнесен к зоне оккупации 25-й армии и 8 марта 1942 года стал центром округа во главе с японским военно-административным управляющим. При этом номинальной властью над этой территорией по-прежнему обладал султан Сиака, за которым японцы сохранили церемониальные полномочия.
Стремясь укрепить тыловую инфраструктуру на Суматре и, в частности, расширить возможности вывоза местного сырья через тихоокеанскую акваторию, японцы развернули строительство железнодорожной ветки длиной 220 км, соединяющей Пеканбару с северным терминалом действовавшей к тому времени суматранской железной дороги. На стройке было задействовано около 6500 голландских и британских военнопленных, а также более 100 000 подневольных индонезийцев. К моменту окончания работ летом 1945 года умерло или было убито не менее трети европейцев и более половины индонезийцев.
К периоду японской оккупации, продолжавшейся до августа 1945 года, относится начало разработки на прилегающих к Пеканбару территориях месторождений нефти и создание в городе инфраструктуры нефтепереработки.

### В составе Индонезии
После провозглашения 17 августа 1945 года независимой Республики Индонезии султан Сиака Шариф Касим II (индон. Sultan Syarif Kasim II) объявил о включении своих владений в состав нового государства — таким образом официально оформилась современная государственная принадлежность Пеканбару. В конце 1945 — начале 1946 года в городе были сформированы основные структуры новой власти. 17 мая 1946 года Пеканбару был присвоен статус городского муниципалитета, подотчётного губернатору Суматры.
Нахождение Пеканбару в составе Республики Индонезии было подтверждено индонезийско-голландским Лингаджатским соглашением 12 ноября 1946 года. Однако в ходе военных действий, начавшихся летом 1947 года, город был занят нидерландскими войсками и удерживался ими до января 1948 года, когда индонезийский суверенитет над этой территорией был закреплён Ренвильским соглашением.
В 1956 году Пеканбару получил статус городской единицы в составе новообразованной провинции Центральная Суматра. После раздела этой провинции в 1957 году на провинции Западная Суматра, Джамби и Риау сохранил аналогичный статус в составе последней. 20 января 1959 года стал административным центром Риау, получив при этом статус городского муниципалитета, сохраняемый до настоящего времени при незначительных изменениях соответствующего административного термина.

## Физико-географическая характеристика

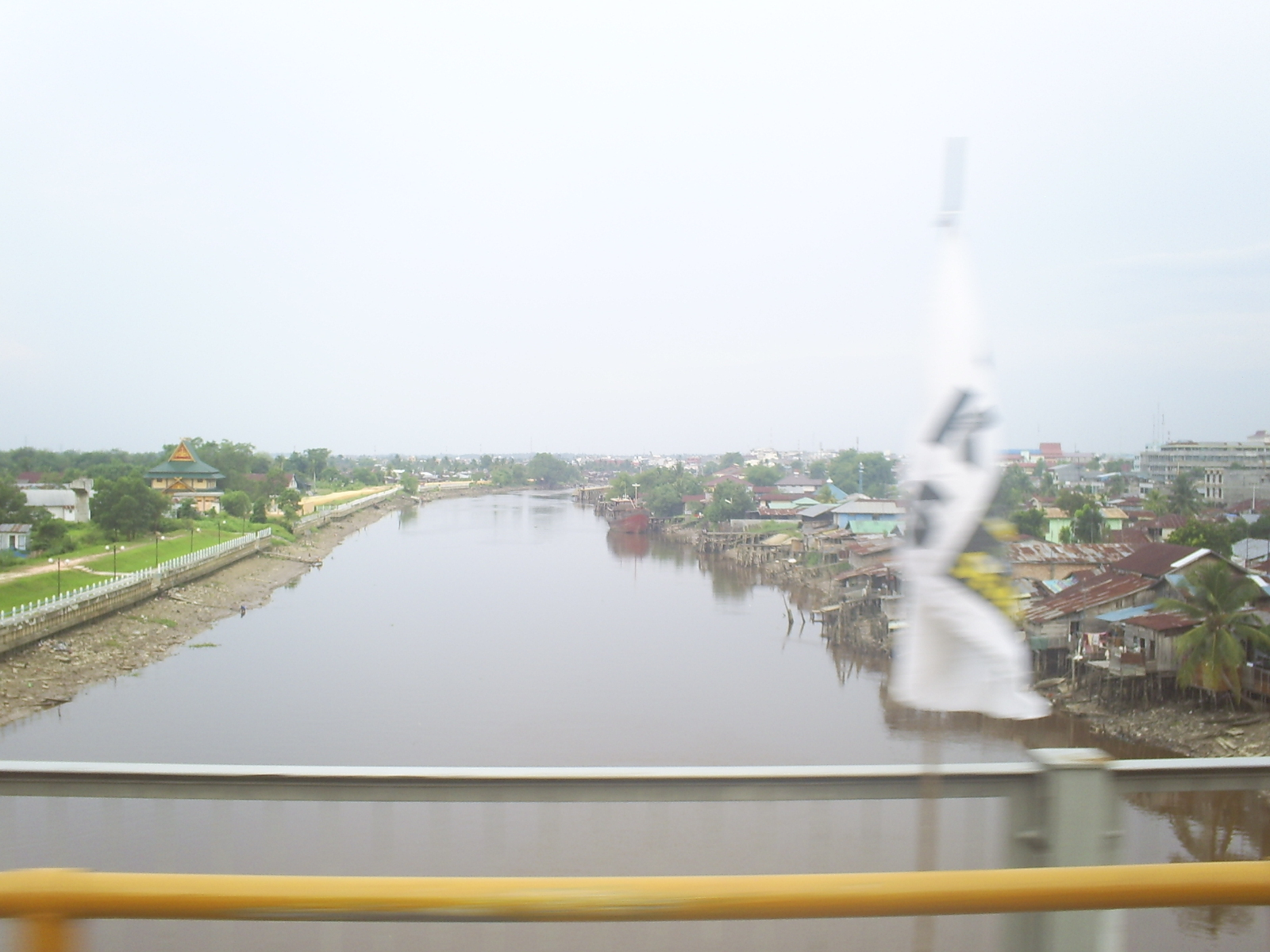
Река Сиак разделяет Пеканбару на две неравные части

### Географическое положение
Географические координаты Пеканбару — 0°32′00″ с. ш. 101°27′00″ в. д..
Город расположен в центральной части острова Суматра примерно в 120 км от его восточного побережья, выходящего на Малаккский пролив, и примерно в 200 км от западного побережья, выходящего на Индийский океан на расстоянии около 55 км к северу от экватора. Занимает площадь 632,26 км². Имеет неправильную форму, слегка вытянутую по направлению с юго-запада на северо-восток. Находится в центральной части провинции Риау. С северо-восточной стороны территория города граничит с территорией округа Сиак, с юго-западной — с территорией округа Кампар.

### Рельеф, геологическое строение, природные условия
Город стоит на обоих берегах реки Сиак, большей частью на южном, в равнинной, местами заболоченной местности. Высота городской территории над уровнем моря колеблется от 5 до 50 метров, в центральной части не превышает 11 метров. На 65 % городской территории уклон местности не превышает 5 градусов, на 30 % колеблется в пределах 5—20 градусов и лишь примерно на 5 % местности превышает 20 градусов. Под территорией города в направлении с северо-запада на юго-восток проходит зона геологического разлома. Для восточных северо-восточных и юго-западных районов характерны как синклинальные, так и антиклинальные складки, формирование которых относится к среднему миоцену.
Главной водной артерией города является река Сиак, примерно в 160 км ниже по течению впадающая в Малаккский пролив. Её ширина в черте города составляет около 100 метров, средняя глубина по фарватеру — 8 метров. По территории Пеканбару протекают также несколько притоков Сиака — небольшие речки Умбансари, Айрхитам, Симбан, Сетукул, Пенгамбанг, Укуи, Саго, Сенапелан, Лимау, Тампан и Саил.

### Климат
Климат экваториальный, влажный. Сезон дождей  — с сентября по апрель. Среднемесячное количество осадков колеблется от 178 мм до 50 мм, относительная влажность — от 46 % до 100 %, при этом среднесуточные показатели — в пределах 79-83 % (наиболее влажные и дождливые месяцы — декабрь и январь, наиболее засушливые — июль и август). Средняя температура — около 27,2 °C, усреднённый месячный минимум — от 21 °C до 23 °C, усреднённый максимум — от 30 °C до 33 °C.
| Показатель                    | Янв. | Фев. | Март | Апр. | Май | Июнь | Июль | Авг. | Сен. | Окт. | Нояб. | Дек. | Год  |
| ----------------------------- | ---- | ---- | ---- | ---- | --- | ---- | ---- | ---- | ---- | ---- | ----- | ---- | ---- |
| Абсолютный максимум, °C       | 35   | 36   | 36   | 37   | 40  | 36   | 36   | 40   | 36   | 36   | 35    | 35   | 40   |
| Средний суточный максимум, °C | 31   | 32   | 31   | 33   | 32  | 31   | 31   | 33   | 33   | 33   | 32    | 30   | 31,8 |
| Средняя температура, °C       | 27   | 27,5 | 26,5 | 28   | 27  | 26,5 | 26,5 | 28   | 27,5 | 28   | 27,7  | 26   | 27,2 |
| Средний суточный минимум, °C  | 23   | 23   | 22   | 23   | 22  | 22   | 22   | 23   | 22   | 23   | 23    | 22   | 22,5 |
| Абсолютный минимум, °C        | 15   | 13   | 15   | 19   | 12  | 16   | 19   | 15   | 15   | 20   | 14    | 15   | 12   |
| Норма осадков, мм             | 123  | 75   | 136  | 142  | 89  | 50   | 64   | 86   | 110  | 178  | 175   | 135  | 1363 |
| Источник:                     |      |      |      |      |     |      |      |      |      |      |       |      |      |

| Период   | Январь | Февраль | Март | Апрель | Май | Июнь | Июль | Август | Сентябрь | Октябрь | Ноябрь | Декабрь | Год |
| -------- | ------ | ------- | ---- | ------ | --- | ---- | ---- | ------ | -------- | ------- | ------ | ------- | --- |
| Проценты | 83     | 80      | 81   | 81     | 81  | 79   | 80   | 80     | 81       | 81      | 82     | 83      | 81  |

| Период     | Январь | Февраль | Март | Апрель | Май | Июнь | Июль | Август | Сентябрь | Октябрь | Ноябрь | Декабрь | Год |
| ---------- | ------ | ------- | ---- | ------ | --- | ---- | ---- | ------ | -------- | ------- | ------ | ------- | --- |
| Количество | 13     | 11      | 13   | 14     | 11  | 8    | 7    | 10     | 11       | 14      | 16     | 16      | 144 |

| Период     | Январь | Февраль | Март | Апрель | Май | Июнь | Июль | Август | Сентябрь | Октябрь | Ноябрь | Декабрь | Год |
| ---------- | ------ | ------- | ---- | ------ | --- | ---- | ---- | ------ | -------- | ------- | ------ | ------- | --- |
| Количество | 2      | 2       | 3    | 3      | 3   | 3    | 4    | 4      | 3        | 3       | 4      | 3       | 37  |

| Период                | Январь | Февраль | Март | Апрель | Май | Июнь | Июль | Август | Сентябрь | Октябрь | Ноябрь | Декабрь | Год |
| --------------------- | ------ | ------- | ---- | ------ | --- | ---- | ---- | ------ | -------- | ------- | ------ | ------- | --- |
| Средняя скорость      | 3      | 3       | 2    | 2      | 3   | 3    | 4    | 4      | 4        | 3       | 3      | 4       | 3.2 |
| Максимальная скорость | 63     | 46      | 69   | 74     | 74  | 70   | 43   | 41     | 67       | 59      | 74     | 72      | 74  |

### Экологическая обстановка, стихийные бедствия
В экологическом плане Пеканбару является одним из наиболее благополучных среди крупных городов не только Суматры, но и всей Индонезии. Подобное состояние, несмотря на близость нефтепромыслов и лесные пожары, регулярно происходящие в окрестных районах Суматры, местным властям удаётся поддерживать за счет ряда масштабных программ, направленных на защиту окружающей среды.
Исторически город был подвержен наводнениям, однако к концу XX века их интенсивность была значительно снижена за счёт принятия комплекса гидротехнических мер. В черте Пеканбару сохраняется 20 участков, подверженных сезонному затоплению, однако их общая площадь составляет не более 1% городской территории. Так, ни одно из 7 наводнений, произошедших здесь в 2009 году, не приобретало масштаба общегородского стихийного бедствия, их последствия преодолевались силами районных властей, без привлечения муниципальных сил и средств.

## Население

### Численность, динамика
Численность населения Пеканбару, по итогам общенациональной переписи 2010 года, составляет 897 768 человек, из них 456 386 мужчин и 441 382 женщины. Плотность населения — 1420 человек на км². В городе зарегистрировано 213 795 семей, средняя численность семьи — более 4 человек.
Темпы роста населения города исключительно высоки: так, за 15 лет с 1995 года по 2010 год его численность увеличилась более чем вдвое (в 1995 году — 441 464 человека). При этом рост за последний год периода составил более 11,8 %.
| Год       | 1995    | 1996    | 1997    | 1998    | 1999    | 2000    | 2001    | 2002    | 2003    | 2004    | 2005    | 2006    | 2007    | 2008    | 2009    | 2010    |
| --------- | ------- | ------- | ------- | ------- | ------- | ------- | ------- | ------- | ------- | ------- | ------- | ------- | ------- | ------- | ------- | ------- |
| Население | 431 464 | 481 681 | 512 123 | 523 076 | 531 635 | 586 223 | 597 971 | 625 313 | 653 435 | 689 834 | 720 197 | 754 467 | 779 899 | 799 213 | 802 788 | 897 768 |

### Этнический и религиозный состав, языки
Население города отличается большим этническим разнообразием. Относительное большинство — более 37 % — принадлежит к народности минангкабау. В городе также проживают малайцы, яванцы, батаки, представители других коренных народов Индонезии, а также довольно значительное количество китайцев.
| Народность | Минангкабау | Малайцы | Яванцы | Батаки | Сунды | Бугисы | Банджары | Прочие |
| ---------- | ----------- | ------- | ------ | ------ | ----- | ------ | -------- | ------ |
| Доля (%)   | 37,7        | 26,1    | 15,1   | 10,8   | 1     | 0,2    | 0,2      | 8,9    |

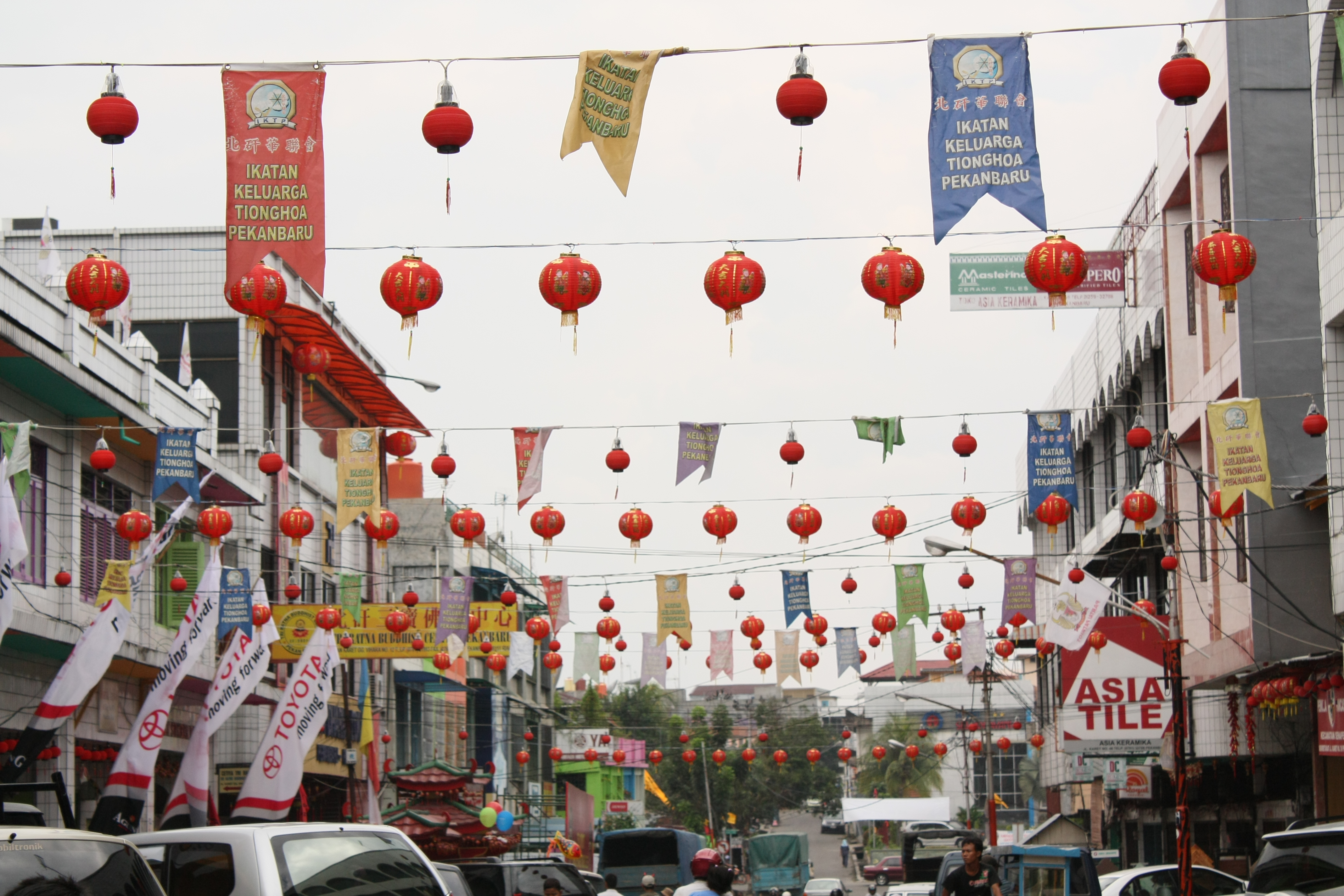
Китайский квартал Пеканбару в праздничном убранстве

Абсолютное большинство жителей города составляют мусульмане-сунниты. Имеется некоторое количество христиан, как протестантов, так и католиков (прежде всего, среди батаков), а также буддистов (в составе китайской общины).
В городе имеется 588 мечетей и 436 мусульманских молелен, расположенных в различных общественных местах, а также 55 протестантских и 37 католических церквей, 9 буддистских и 8 индуистских храмов — всего 1133 зданий религиозного назначения. Местные мусульмане пользуются репутацией достаточно ревностных верующих. Городская соборная мечеть — мечеть Шейха Бахарутдина — принадлежит к числу крупнейших в Индонезии.
Практически все горожане свободно владеют государственным языком страны — индонезийским. При этом многие из них, в особенности, минангкабау, в быту активно пользуются родным языком.

## Административное устройство

### Статус и административное деление
Пеканбару — административный центр провинции Риау. Территория города выделена в административную единицу второго уровня — муниципалитет (ко́та), которая, в свою очередь, разделена на 12 районов (кечама́танов). В составе районов имеется 58 административных единиц низшего уровня — поселений и деревень.
| Название района на русском языке | Название района на индонезийском языке | Население (чел.) | Население (%) | Площадь (км²) | Площадь (%) |
| -------------------------------- | -------------------------------------- | ---------------- | ------------- | ------------- | ----------- |
| Тампан                           | Tampan                                 | 169 655          | 18,9          | 59,81         | 9,46        |
| Паюнгсекаки                      | Payungsekaki                           | 86 584           | 9,64          | 43,24         | 6,84        |
| Букит-Рая                        | Bukit Raya                             | 91 914           | 10,24         | 22,05         | 3,49        |
| Марпоян-Дамай                    | Marpoyan Damai                         | 125 697          | 14,00         | 29,74         | 4,70        |
| Тенаян-Рая                       | Tenayan Raya                           | 123 155          | 13,72         | 171,27        | 27,09       |
| Лимапулух                        | Limapuluh                              | 41 333           | 4,60          | 4,04          | 0,64        |
| Саил                             | Sail                                   | 21 438           | 2,39          | 3,26          | 0,52        |
| Пеканбару-Кота                   | Pekanbaru Kota                         | 25 062           | 2,79          | 2,26          | 0,36        |
| Сукаджади                        | Sukajadi                               | 47 174           | 5,25          | 3,76          | 0,59        |
| Сенапелан                        | Senapelan                              | 36 434           | 4,06          | 6,65          | 1,05        |
| Румбай                           | Rumbai                                 | 64 624           | 7,20          | 128,85        | 20,38       |
| Румбай-Песисир                   | Rumbai Pesisir                         | 64 698           | 7,21          | 157,33        | 24,88       |
| Итого                            |                                        | 897 768          | 100           | 632,26        | 100         |

По состоянию на сентябрь 2013 года административный статус Пеканбару как городского муниципалитета определяется Законом Республики Индонезии о местном самоуправлении № 32 от 2004 года. Административное деление регулируется указом городской администрации № 4 от 2003 года — ранее Пеканбару подразделялся на 8 районов и, соответственно, 45 поселений и деревень.

### Городские власти

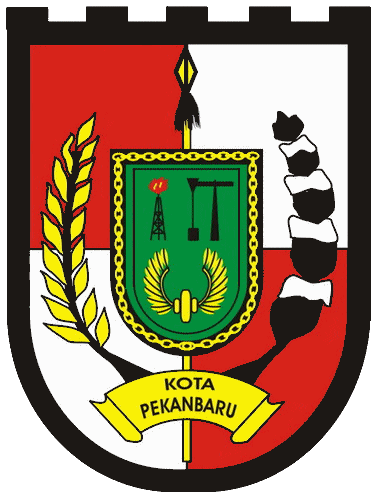
Герб Пеканбару

Город возглавляется мэром, который, как и мэры других индонезийских городов, в соответствии с Законом Республики Индонезии № 32 от 2004 года, избирается горожанами в ходе прямых выборов, проводимых раз в 5 лет (ранее директивно назначался провинциальной администрацией). Одновременно с мэром избирается его заместитель — вице-мэр. В ходе очередных выборов мэра и вице-мэра, состоявшихся в 2011 году, на первый пост был избран Фирдаус (индон. Firdaus), на второй — Аят Чахьяди (индон. Ayat Cahyadi). Оба приступили к исполнению должностных обязанностей 26 января 2012 года.
Законодательную власть в городе осуществляет Городской совет народных представителей в составе 45 депутатов, также избираемый жителями путём прямых выборов и имеющий пятилетние полномочия. Спикером совета, сформированного по итогам выборов, состоявшихся в апреле 2009 года, является Десмианто (индон. Desmianto). Депутатами сформировано восемь фракций, представляющих десять политических партий (две из фракций являются объединенными, представляющими по две партии).

### Герб города
Согласно официальному сайту администрации города, деление щита герба на пять частей символизирует пять принципов Панча Сила, государственной идеологии Республики Индонезии. Цвета четырёх четвертей отображают цвета национального флага. Веточки риса и чая символизируют процветание и обеспечение населения продовольствием и одеждой. Цепь, опоясывающая сердце герба — народное единство. Колесо с крыльями в сердце щита — динамичное развитие. Нефтяная вышка и каучуковое дерево, стилизованные изображения которых находятся в сердце герба — важную промышленную и коммерческую роль города. Копьё, изображённое вертикально в центральной части щита — героизм горожан, проявленный в борьбе за независимость родины. Пересекающая герб в центральной части горизонтальная линия символизирует экватор, проходящий недалеко от Пеканбару. На жёлтой ленте в нижней части щита надпись на индонезийском языке «Kota Pekanbaru» — «Город Пеканбару».

## Экономика

### Общее состояние, основные показатели
Пеканбару имеет важное экономическое значение в рамках не только Суматры, но и всей Индонезии. Местная экономика развивается весьма динамично, основой её реального сектора являются нефтеперерабатывающая и химическая промышленность. Сфера услуг по индонезийским стандартам является исключительно развитой, торговый сектор отличается высокой активностью. Кроме того, некоторая часть городской территории находится в интенсивном сельскохозяйственном пользовании.
Динамичное развитие местной экономики, в частности, за счёт промышленных и коммерческих отраслей, привлекают в город растущие потоки капиталовложений из других регионов страны и из-за рубежа. В мае 2013 года Пеканбару был признан наиболее благоприятным городом Индонезии для инвестирования.
В 2010 году объем местного валового регионального продукта (ВРП) составил более 36,75 трлн индонезийских рупий (более 4 млрд долл. США по усреднённому годовому курсу) при годовых темпах роста около 9 %, что почти в полтора раза превышает соответствующий общенациональный показатель. Инфляция в 2010 году зафиксирована на уровне 6,8 %, безработица — на уровне 10,2 % (оба показателя примерно на треть выше общенациональных).
| Год      | 2006  | 2007 | 2008 | 2009 | 2010 |
| Рост (%) | 10,15 | 9,89 | 9,05 | 8,81 | 8,98 |

| Отрасль экономики                          | Доля в ВРП города (%) |
| ------------------------------------------ | --------------------- |
| Торговля, гостиничный и ресторанный бизнес | 25,75                 |
| Строительство                              | 23,97                 |
| Обрабатывающая промышленность              | 20,21                 |
| Финансовый сектор                          | 13,22                 |
| Сфера услуг                                | 8,41                  |
| Транспорт и связь                          | 6,78                  |
| Энергетика, водо- и газоснабжение          | 0,89                  |
| Сельское хозяйство                         | 0,75                  |
| Добывающая промышленность                  | 0,02                  |

### Промышленность
Промышленность — почти исключительно обрабатывающая — обеспечивает более 20 % городского ВРП. В этом секторе занято 28 369 горожан (около 7,3 % работающего населения), бо́льшая часть которых является сотрудниками мелких (менее 20 работников) предприятий либо кустарями, деятельность которых квалифицируется как промышленная. На 11 зарегистрированных в городе крупных (более 100 занятых) промышленных предприятиях, по состоянию на 2009 год, трудилось 4274 человека, а на 25 средних (от 20 до 100 занятых) предприятиях — 954 человека.
Основой городской промышленности является нефтепереработка, сырьё для которой поступает с близлежащих месторождений, принадлежащих к числу крупнейших в Индонезии. В связи с этим в индонезийских и некоторых зарубежных СМИ Пеканбару нередко фигурирует под названием «Нефтяная столица Индонезии».
Большая часть нефтеперерабатывающих мощностей принадлежат компании «Шеврон Пасифик Индонезия» (англ. Chevron Pacific Indonesia) — дочернему предприятию американской сырьевой корпорации «Шеврон», штаб-квартира которого находится в городе, либо индонезийской национальной нефтяной компании «Пертамина» (индон. Pertamina).
В городе также имеются предприятия химической, текстильной, пищевой, древообрабатывающей промышленности.

### Сельское хозяйство
Несмотря на то, что сельское хозяйство обеспечивает менее 1 % объёма ВРП, количество занятых в нём относительно велико — 16 029 человек (более 4 % работающего населения). По состоянию на 2009 год в сельскохозяйственном использовании находилось 30 023 гектара городской земли — преимущественно в окраинных районах. Около 14 тыс. гектаров занимают заливные поля, около 12 тыс. гектаров — неорошаемые участки и около 2 тыс. гектаров — участки, обеспечиваемые искусственной ирригацией. Основными культурами являются кассава (урожай за 2010 год — 4480 тонн), овощи (баклажаны — 3195 тонн, огурцы — 3000 тонн, ипомея водяная — 2760 тонн, фасоль — 2016 тонн, шпинат — 2000 тонн), батат (273 тонны) и фрукты (рамбутаны — 282 тонны, водяные яблоки — 108 тонн, дурианы — 104 тонны). Выращивается также масличная пальма.
Достаточно активно развиваются животноводство и птицеводство. По состоянию на 2010 год местное поголовье коров составляло 7993 головы, свиней — 14 792 головы, коз — 4829 голов, буйволов — 735 голов. В течение года на мясо и кожи было забито 10 635 коров, 1149 свиней и 56 буйволов.
Кур насчитывалось 11 451 312 (в т.ч. 11 171 196 бройлеров и 92 174 несушки), уток домашних — 8747, мускусных уток — 2690. В течение года было произведено 7678 тонн курятины, 17 тонн утятины, 24 882 962 куриных и 823 803 утиных яйца.
Практикуется рыбоводство и, в меньшей степени, рыболовство. В 2010 году было выловлено 896 тонн разводной и 76 тонн дикой рыбы. Основные разводные виды — лягушковый клариевый сом, пангасиус, нильская тиляпия, гурами, промысловые — лягушковый клариевый сом, пангасиус, хемибагрус.

### Торговля и финансы

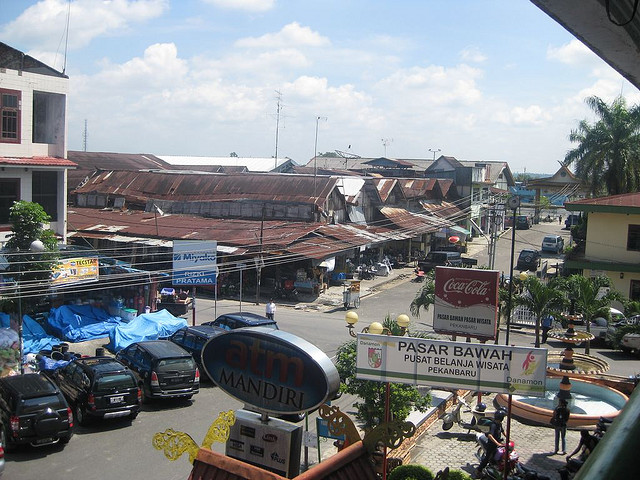
Крытый рынок в центре Пеканбару

Сфера торговли является одним из наиболее значимых секторов городской экономики, обеспечивая более 20 % ВРП и значительную долю занятости (вместе с гостиничным и ресторанным бизнесом — 35,7 % работающего населения). Общий объём торговых операций в 2010 году составил более 8 трлн рупий (около 825 млн долл. США по усреднённому годовому курсу). Розничная торговля в городе осуществляется через торговые предприятия всех видов: магазины современного типа сосуществуют с традиционными базарами и лавками. Всего под торговые точки отведено 666 гектаров городской территории.
Город достаточно активно вовлечён во внешнеторговые операции. В 2010 году их общий объём составил 216 млн долл США при равном объёме экспорта и импорта — по 108 млн долл. США. Зафиксирован весьма значительный рост объёмов по сравнению с предыдущим годом (в 2009 году — 40 млн долл. США экспорта и 66 млн долл. США экспорта). Основными странами, в которые в этот период поступали произведённые в городе экспортные товары, являются Китай, Сингапур, США, Бразилия, Индия. Импорт поступал главным образом из Китая, Австрии, Малайзии, США, Тайваня, Сингапура.
По мере своего промышленного и коммерческого развития Пеканбару превращается также в важный финансовый центр. По состоянию на 2009 год в городе действовали представительства 33 индонезийских государственных и частных банка, а также ряда зарубежных банковских структур.

### Туризм, гостиничный и ресторанный бизнес
Экономическое и инфраструктурное развитие города в сочетании с его богатыми этнокультурными традициями способствует притоку туристов. Особые усилия городские власти прилагают для привлечения посетителей из-за рубежа, делая ставку, прежде всего, на граждан сопредельных стран. В 2011 году город посетили 25 227 иностранных туристов — более половины всех иностранцев, посетивших провинцию Риау, что на 31 % больше показателя предыдущего года. Более 81 % из приезжих составляют граждане соседних государств АСЕАН, в основном Малайзии и Сингапура.
Пеканбару имеет весьма развитую гостиничную инфраструктуру. Здесь, по состоянию на 2011 год, имеется 95 гостиниц на 4615 номеров и 6768 койко-мест. Кроме того, имеется большое количество ресторанов и развлекательных заведений.

## Транспорт и инфраструктура
Пеканбару является одним из важнейших инфраструктурных центров Суматры, служа крупнейшим перевалочным пунктом грузовых и пассажирских перевозок — в частности, паромных — между Сингапуром и Малайзией с одной стороны и южными и восточными районами Индонезии — с другой.
Сеть автомобильных дорог связывает город со всеми крупными населёнными пунктами острова. Особое значение имеет шоссейная магистраль, связывающая город с портом Думай, расположенным на берегу Малаккского пролива и являющимся одним их крупнейших грузовых и нефтеналивных морских терминалов Юго-Восточной Азии. Общая длина автодорог, проходящих непосредственно в черте города, составляет 2769,2 км. Протяжённость дорог национального значения составляет 77,4 км, провинциального значения — 96,1 км, городского значения — 2578,2 км. 53,8 % автодорог имеют асфальтовое покрытие, 11,77 % — гравиевое покрытие и 35,5 % — грунтовое покрытие. 47,09 % автодорог считаются полностью исправными, 21,55 — находящимися в удовлетворительном состоянии и 31,6 — находящимися а аварийном состоянии.

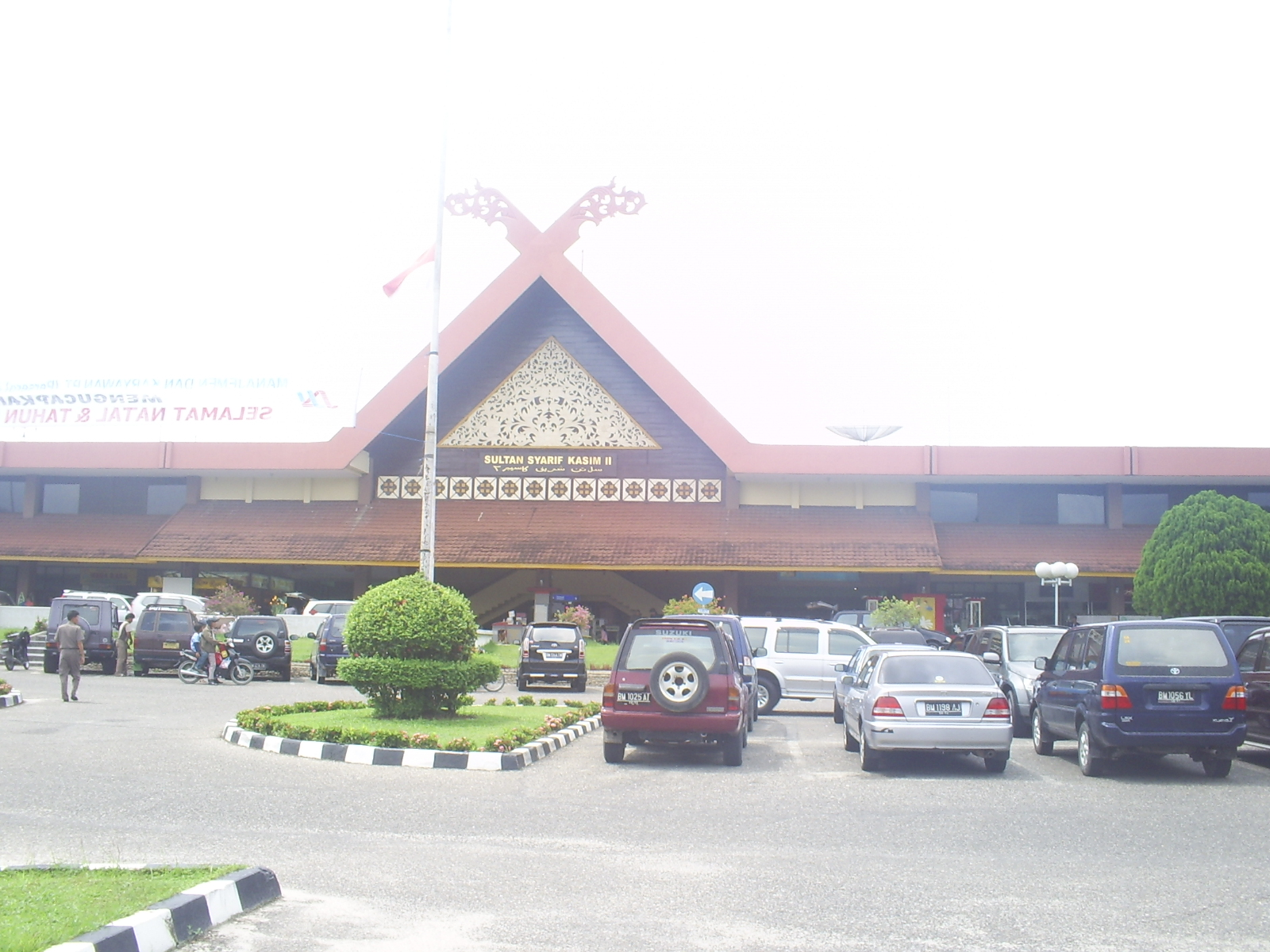
Международный аэропорт Пеканбару — «Султан Шариф Касим II»

Железнодорожное сообщение отсутствует: железнодорожная линия, проложенная в период нидерландской колонизации, как и ветка, недостроенная во время японской оккупации заброшены как непригодные к эксплуатации. В 2010 году индонезийская государственная железнодорожная компания КАИ (индон. KAI, Kereta Api Indonesia) объявила о планах восстановления железнодорожного сообщения Пеканбару с рядом населенных пунктов Суматры, в частности, за счет реконструкции и достройки упомянутых заброшенных линий.
По состоянию на 2011 год в городе зарегистрировано 147 984 четырёхколёсных автотранспортных средства. Основным общественным транспортом города являются рейсовые автобусы и маршрутные такси. В 2010 году начата работа по запуску линий скоростного автобусного транспорта.
Непосредственно в черте города находится международный аэропорт «Султан Шариф Касим II», принимающий рейсы индонезийских, сингапурских и малайзийских авиакомпаний (назван в честь последнего султана Сиака). «Султан Шариф Касим II» занимает третье место по объему пассажирооборота среди аэропортов Суматры (2,5 млн пассажиров в год), однако неоднократно признавался лучшим из них по качеству обслуживания. По итогам произведённой в 2012-2013 годах модернизации аэропорта был открыт дополнительный терминал, взлетно-посадочная полоса была удлинена до 2620 метров, обеспечены возможности взлёта и посадки самолетов типа Боинг-737. На территории аэропорта находится база ВВС Индонезии.
Активно практикуются речные перевозки с использованием возможностей местного речного порта. Основные междугородние речные маршруты завязаны на порт Думая, стыкующий их с морскими транспортными потоками.
Северная и южная части Пеканбару соединены двумя действующими автодорожными мостами через реку Сиак. Ещё один мост практически полностью построен, однако по состоянию на май 2013 года его сдача в эксплуатацию откладывается из-за ряда недоделок. На декабрь 2013 года намечено завершение строительства четвёртого моста через Сиак в черте Пеканбару.

## Жилищно-коммунальное хозяйство и городское благоустройство

### Жилой фонд
Общая площадь жилой застройки превышает 10,9 км², что составляет более 17 % всей территории города и более 73 % его застроенной территории. Всего в городе имеется более 200 тысяч жилых домов и квартир, среднее число проживающих в одном жилище — около 5 человек. Жилые массивы располагаются достаточно равномерно, наиболее плотно ими застроены районы Тампан, Букит-Рая и Марпоян-Дамай, наименьшая доля жилых массивов в районах Румбай и Румбай-Песисир. Несмотря на существенные успехи городского социально-экономического развития, проблема обеспечения горожан жильем остается весьма острой в силу исключительно высоких темпов роста населения.

### Энерго- и водоснабжение
Обеспечение Пеканбару электроэнергией осуществляется региональной структурой индонезийской Государственной электроэнергетической компании (индон. Perusahaan Listrik Negara), обслуживающей провинцию Риау, штаб-квартира которой находится непосредственно в городе. Ситуация в данной сфере по индонезийским меркам весьма благополучна: электричеством обеспечено 98,7 % населения, что в полтора раза выше общенационального уровня (65 % населения) и более чем вдвое превышает средний показатель по провинции Риау (42,7 % населения). Расширяется инфраструктура уличного освещения: в 2010 году функционировало 24 877 фонарей, прожекторов и осветительных устройств другого типа — на 1492 больше, чем в предыдущем году. К 2017 году их количество планируется довести до 27 577 единиц.
Однако, по прогнозам местных властей, стремительный рост числа потребителей (для сравнения: 199 тыс. в 2008 году и 315 тыс. в 2010 году) в сочетании с исчерпанием возможностей обслуживающих город электростанций уже в ближайшем будущем может привести к некоторому дефициту электроэнергии.
На фоне общей вполне благоприятной картины социально-экономического развития города водоснабжение находится в крайне проблемном, фактически критическом состоянии. Резкое увеличение расхода водных ресурсов на хозяйственные цели в сочетанием с быстрым ростом населения приводит к стремительному сокращению доступа горожан к чистой питьевой воде. Так, на нужды населения профильной региональной структурой в 2010 году было выделено только 4 257 030 кубометров питьевой воды — более чем двукратное сокращение по сравнению с показателем предыдущего года (9 311 520 кубометров). В результате ею было обеспечено лишь 7,9 % потребителей (14 254 домашних хозяйства) против 11,3 % потребителей (18 136 домашних хозяйства) в 2009 году. По состоянию на 2011 год местным властям не удаётся предпринять мер для выправления данной ситуации.

### Уборка и переработка мусора
По состоянию на 2011 год в городе ежедневно производилось более 2,2 тыс. тонн твёрдых бытовых отходов. Своевременный вывоз обеспечивался только в отношении 40 % этого объема, что примерно соответствует общенациональному показателю. Систематические уборки производятся только на 23 городских улицах и ряде социально значимых объектов, в частности, в больницах. Штатный состав профильной городской службы составляет около 632 человека, она располагает 11 грузовыми автомобилями для вывоза мусора. Хранение твёрдых бытовых отходов осуществляются на городском полигоне Муара Фаджар (индон. Muara Fajar) открытым способом. Намеченное на 2012 год открытие ёмкости для подземного захоронения отходов откладывается. На 4 пунктах осуществляется переработка органических отходов в компост.

### Озеленение
Растительность разных видов занимает около 30 % городской территории. Значительную её часть составляют лесные и кустарниковые массивы естественного происхождения. Кроме того, имеется 23 искусственных зелёных массивов общей площадью 28 гектаров, а также дендрарий, находящийся в распоряжении университета «Риау». В наибольшей степени озеленёнными являются районы Тампан и Марпоян-Дамай. Штатный состав профильной городской службы составляет 157 человек, она располагает 8 единицами специальной техники.

### Кладбища
В городе имеется 6 муниципальных кладбищ: Тампан, Паюнгсекаки, Палас, Умбансари, Джалан-Куини и Джалан-Локомотиф. По состоянию на 2012 год, три последних объявлены полностью заполненными. При этом городские власти пока не в состоянии выделить дополнительные участки для захоронений. Наиболее сложной в этом плане является ситуация в восточной части города.

## Образование и культура
Для городского населения характерен весьма высокий уровень грамотности: по состоянию на 2010 год грамотными являются 99,87 % жителей старше десяти лет. При этом 12,56 % населения указанной возрастной группы не имеют формального образования либо официального свидетельства о таком образовании, 15,38 % имеют свидетельство об окончании начальной школы (1—6 классы, дети от 7 до 12 лет), 19,57 — об окончании средней школы первой ступени (7—9 классы, от 13 до 15 лет), 39,83 — об окончании средней школы второй ступени (10—12 классы, от 16 до 18 лет) либо техникума, 4,56 — диплом бакалавра и 8,1 — диплом магистрской или более высокой учёной степени.

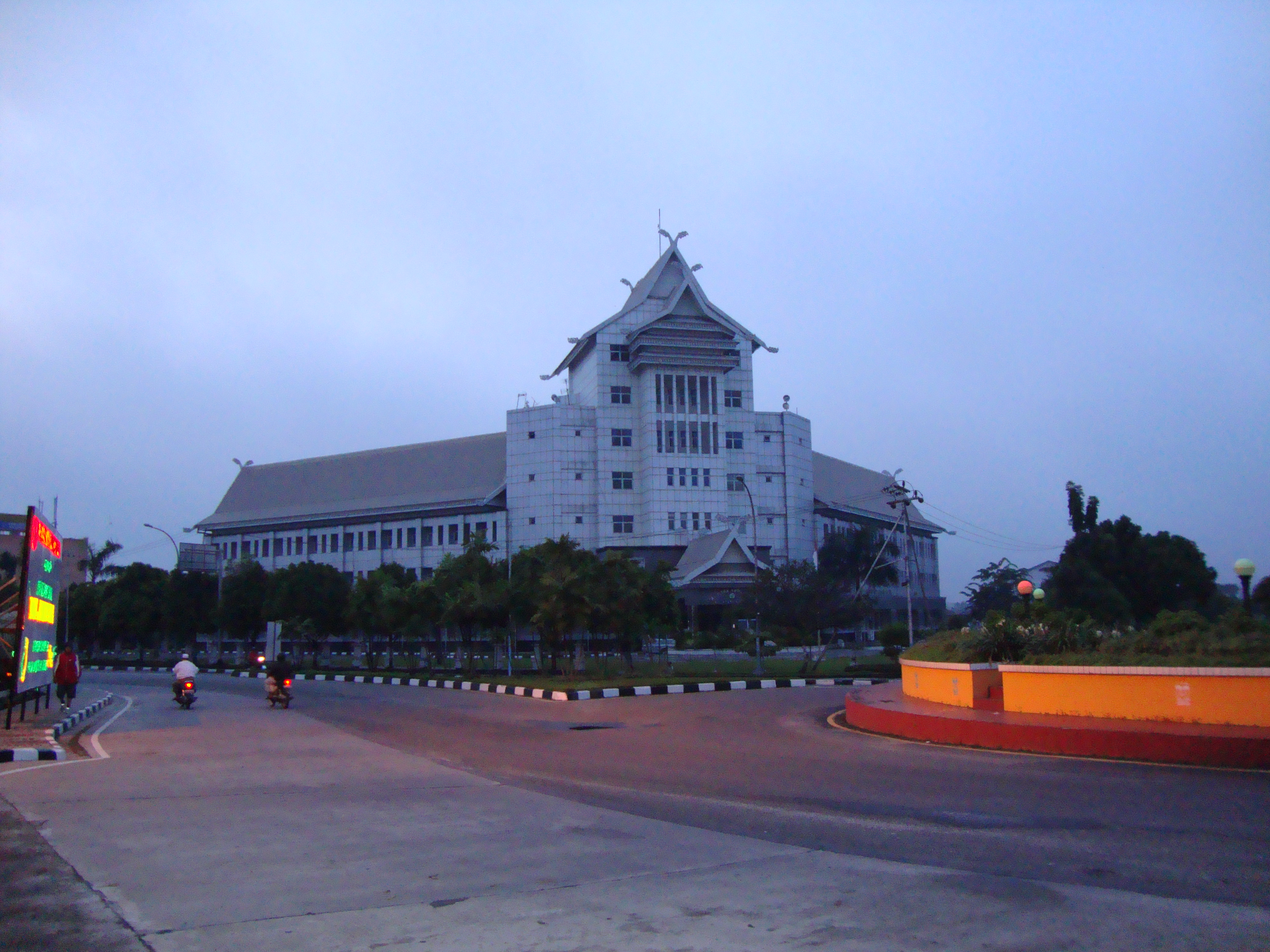
Здание университета «Риау»

В 2010 году в городе имелось 258 начальных школ (одна школа на 396 детей соответствующего возраста), 108 средних школ первой ступени (одна школа на 349 детей соответствующего возраста), 94 средних школ второй ступени и техникумов (одно учреждение на 478 детей соответствующего возраста). В начальных школах один преподаватель приходится на 20 учащихся, в средних школах первой ступени — на 13,5 учащихся, в средних школах второй ступени — на 11,5 учащихся.
В городе имеется 36 государственных и частных вузов, в том числе 5 университетов, крупнейший из которых — университет «Риау» (индон. Universitas Riau), основанный в 1962 году.
Открытая в 2008 году городская общественная библиотека является одной из крупнейших в Индонезии, а по размеру и качеству здания признана первой в стране. Имеется несколько музеев, крупнейший из которых — государственный музей провинции Риау «Санг Нила Утама» (индон. Sang Nila Utama). Кроме того, зарегистрировано 21 культурное учреждение различных типов, включая общества и клубы любителей определённых искусств, народных традиций и др.
В Пеканбару систематически проводятся различные фольклорные мероприятия, которые, с учетом многонациональности городского населения, является весьма разнообразными. В частности, город является главным этнокультурным центром проживающих на Суматре этнических малайцев, и в 2010-е годы местными властями запущены различные программы по сохранению и развитию малайского культурного и духовного наследия.

## Здравоохранение
Для ситуации в области здравоохранения был характерен существенный прогресс в течение первого десятилетия XXI века. При том, что ожидаемая продолжительность жизни горожан по расчётам 2011 года составляет 70,5 лет — на 10 месяцев менее общенационального показателя, уровень младенческой смертности составляет менее 4 промилле (общенациональный — 26,2 промилле).
В городе имеется 22 больницы и 254 поликлиники. Кроме того, функционирует сеть пунктов медицинской помощи различного уровня: 19 медицинских пунктов широкого профиля (так называемые центры общественного здравоохранения, индон. Pusat Kesehatan Masyarakat), возглавляемые дипломированным врачом, персонал которых оказывает медпомощь не менее чем по 8 направлениям, и 33 вспомогательных медпункта (индон. Pusat Kesehatan Masyarakat Pembantu), которые возглавляются, как правило, фельдшером или медсестрой и оказывающие помощь по меньшему количеству направлений. На 2010 год в городе зарегистрировано 979 дипломированных врачей, работающих в различных медицинских учреждениях либо имеющих частную практику, а также 3097 медицинских работников со средним специальным образованием. Таким образом, один врач приходится на 917 человек, что в 3,5 раза превышает общенациональный уровень (один врач на 3472 человека). Серьёзной проблемой остаётся неравномерное распределение медицинских учреждений и медицинского персонала по территории города. Так, если в районе Марпоян-Дамай имеется 6 больниц, зарегистрировано 68 врачей и 300 человек младшего медперсонала, то в почти равном ему по населении районе Тенаян-Рая больниц не имеется вообще, зарегистрировано 14 врачей и 200 человек младшего медперсонала.

## Средства массовой информации
В Пеканбару издаётся около десятка местных городских и провинциальных периодических изданий, а также ряд центральных газет и журналов и периодических изданий других регионов страны. Некоторые местные газеты и журналы, в частности, «Трибун Пеканбару» (индон. Tribun Pekanbaru), «Риау пос» (индон. Riau Pos), «Коран Риау» (индон. Koran Riau) имеют также электронные версии.
Осуществляется передача двух провинциальных телеканалов — «Риау телефиси» (индон. Riau Televisi) и «Риаучаннел» (индон. Riaushannel), а также большинства центральных индонезийских телеканалов и некоторых малайзийских телеканалов. Зарегистрировано не менее 19 местных радиостанций.

## Спорт
В городе, по состоянию на 2010 год, зарегистрировано 300 различных спортивных обществ, клубов и секций. Имеется 117 спортивных сооружений различных видов, в т. ч. 4 стадиона. Наиболее крупным из последних является многофункциональный «Главный стадион Риау» (индон. Stadion Utama Riau), построенный в 2012 году и вмещающий 43 923 зрителей — третий по величине стадион Индонезии и крупнейший стадион Суматры. На нём проходили Национальные спортивные соревнования Индонезии 2012 года и Исламские игры солидарности 2013 года. Ещё один многофункциональный городской стадион, «Румбай» (индон. Rumbai) вмещает 20 000 зрителей, также принимает национальные спортивные соревнования и является домашним стадионом городского футбольного клуба «Пеканбару».
По итогам VII провинциальной олимпиады Риау, состоявшейся в октябре 2011 года, команда Пеканбару заняла в общем зачёте 3-е место среди 12 участвовавших в состязаниях команд округов и городов провинции, завоевав 24 золотых, 34 серебряных и 43 бронзовых медалей.